# Philip de László
Philip Alexius de László (født 30. april 1869 i Budapest, død 22. november 1937 i London) var en ungarsk maler især kendt for sine portrætter af kongelige og adelige kunder. Han var en af de førende portrætmalere i starten af 1900-tallet.

## Karriere
Philip de László blev født i Budapest som Laup Fülöp Elek, søn af en jødisk skrædder, Adolf Laup.  Familien ændrede deres efternavn til László i 1891.
Da han var ung var han ansat som lærling hos en fotograf, mens han studerede kunst. László fik fik en plads på det Nationale Kunstakademi hvor han studerede under Bertalan Székely og Károly Lotz. Sidenheden studerede han i München og Paris. 
Hans portræt af pave Leo XIII gav ham en guldmedalje ved Verdensudstillingen i Paris i 1900.
I 1903 flyttede László til Wien og i 1907 til London, hvor han bosatte sig resten af sit liv.
Hans kunder gav ham talrige medaljer og anerkendelse. I 1909 blev han æresmedlem af Royal Victorian Order, som han fik af kong Edward 7. af Storbritannien.
I 1912 blev han adlet af kejser Franz Joseph 1. af Østrig-Ungarn, under navnet László de Lombos, hvilket familien siden forkortede til de László.
László blev i 1914 britisk statsborger, men blev under 1.verdenskrig interneret i 12 måneder fra 1917-1918.
László fik i 1936 et hjerteanfald og igen året efter, hvor han døde. I 1939 blev bogen Portrait of a Painter. The authorised Life of Philip de László  udgivet. Bogen var skrevet i samarbejde med László.
Ved hans død havde han malet over 2700 portrætmalerier.

## Galleri
- Alfred East, 1907
- Louise Mountbatten dronning af Sverige
- Cecilie af Mecklenburg-Schwerin
- Pave Leo 13.
- Elisabeth af Østrig-Ungarn
- Wilhelm 2. af Tyskland
- Andreas af Grækenland
- Fyrstinde Marie Louise af Bulgarien.
- Ivy Cavendish-Bentinck, hertuginde af Portland
- Armand de Gramont, hertug de Guiche
- Olga Konstantinovna af Rusland, dronning af Grækenland
- Prince Louis of Battenberg, 1910
- Countess Dénes Széchényi, 1912
- The Princess Louise, Duchess of Argyll widowed, 1915
- The Son of the Artist, 1917
- Portrait of Corisande, Marquise de Noailles, ca. 1902
- Portrait of The Rt. Hon. Sir Austen Chamberlain, 1920
- Elaine, Duchesse de Gramont
- George Bell, Biskop af Chichester